# Schizonycha borana
Schizonycha borana är en skalbaggsart som beskrevs av Gridelli 1939. Schizonycha borana ingår i släktet Schizonycha och familjen Melolonthidae. Inga underarter finns listade i Catalogue of Life.